# Аднарнессгёйнг
Аднарнессгёйнг (исл. Arnarnessgöng; слушатьо файле) — автомобильный тоннель, проложенный под скалой Аднадальсхамар в регионе Вестфирдир на северо-западе Исландии. Является частью дороги Дьюпвегюр 61. Тоннель бесплатный.

## Характеристика
Аднарнессгёйнг был построен в 1948 году и имеет длину всего 30 метров, что делает его самым старым и коротким туннелем в Исландии. Через тоннель проходит дорога Дьюпвегюр 61, одна из самых важных дорог в этой части страны. Аднарнессгёйнг расположен в нескольких километрах к северо-востоку от Исафьордюра и проходит под базальтовой скалой Аднадальсхамар, представляющей собой простирающийся в море северный отрог горы Судавикюрфьядль. Работа тоннеля зависит от погодных условий и в зимний период он бывает периодически закрыт для проезда.
В июле 2018 года начались предварительные исследования для постройки тоннеля Аульфтафьярдаргёйнг длиной 2700 м, который должен в будущем заменить собой Аднарнессгёйнг и не должен быть зависимым от погодных условий.
Длина тоннеля — 30 м, ширина — 7 м, высота 4 м. Тоннель состоит из одной галереи, движение осуществляется по одной полосе шириной 3 м в каждую сторону. Имеет профиль в виде симметричного знака ᑎ.